# Achille Borghi
Achille Borghi (Castelnuovo ai Monti, 13 febbraio 1858 – Roma, 10 agosto 1918) è stato un generale italiano.

## Biografia
Nel 1876 fu nominato sottotenente ed assegnato al 4º Reggimento bersaglieri, presso il quale rimase come tenente e poi come capitano. Passato al 1º Reggimento fanteria (Cacciatori) del Corpo speciale d'Africa prestò servizio in terra africana dal 1887 al 1889 quando fu rimpatriato ed assegnato al 10º Reggimento bersaglieri. Le promozioni a maggiore, tenente colonnello e colonnello lo portarono rispettivamente al 37°, 78º e poi 82º Reggimento di fanteria col quale venne trasferito in Libia per la guerra italo-turca.
Nel 1913 fu promosso maggiore generale ed assunse il comando della Brigata "Valtellina" fino al 1º febbraio 1915 quando venne nominato Comandante Generale della Regia Guardia di Finanza, ma subito dopo,  allo scoppio della prima guerra mondiale, entrò a far parte delle truppe mobilitate del Regio Esercito e venne posto al comando della Brigata "Lazio" e delle divisioni 32ª, 14ª, 36ª ed ancora della 24ª. 
Riassunto il comando della Regia Guardia di Finanza il 1º marzo 1917, lo mantenne fino al 10 agosto dell'anno successivo quando, ancora in servizio, morì per malattia.